# Victor Levère
Victor (Prosper) Levère (en occitan Victor Prospèr Levèra, Béziers, 5 octobre 1831- Toulouse, 16 octobre 1894) est un poète de la région toulousaine, composant en  occitan et en français. Il a écrit également sous le pseudonyme d'Isambart le Toqué.

## Biographie
Victor Prosper est déclaré enfant naturel à la mairie de Béziers. Sa mère Victoire Félicienne Levère l'a reconnu le 28 novembre 1865 par acte passé à la mairie de Toulouse et transcrit à Béziers le 5 décembre 1865.
Le 16 mars 1856, Victor déclare une fille appelée Victorine qu'il a eue avec Léontine Françoise Gaubert. Le couple n'est pas marié. La profession de Victor est alors celle d'infirmier militaire à l'hôpital de Toulouse.
Il a plusieurs enfants de Françoise Navarre avant mariage. Marius Isidore Victor Urbain  (né le 25 avril 1860 - se marie le 18 novembre 1902 avec Gouzy Rose Mélanie), Désiré Jean Émile Edgard (né le 22 avril 1861), Léonie Jeanne Zélie (née le 18 novembre 1862). Ces enfants sont déclarés enfants naturels, naissent à Bayonne, où leur père travaille comme infirmier militaire à l'hôpital militaire.
Victor Prosper se marie à Toulouse le 6 novembre 1863 avec Françoise Navarre (1835-1875). Il travaille alors comme employé à la mairie de Toulouse. Le couple reconnaît les 3 enfants nés à Bayonne.
Un nouveau fils Edgard François Isaï Léon Diogène Achille est déclaré le 3 septembre 1866 à Toulouse. Son père est employé à la mairie de Toulouse, homme de lettres, correspondant de l'Union des poètes. Les témoins sont Achille Varembey, 35 a, homme de lettres, rédacteur au journal l'Aigle, membre honoraire de l'Union des poètes, et Léon Valéry, 44 a, homme de lettres, maître es Jeux Floraux, contrôleur des contributions directes.
Le 19 juillet 1878  à Toulouse, Prosper Victor épouse Gustine Elisa Murey (veuve de Mathieu Sensarric-Peconte), née à Pontalier le 24 avril 1851.
Lors du décès de son fils Émile (+ 14 mai 1886 à Toulouse), Victor Levère est déclaré négociant. À cette occasion, Victor écrit une Élégie dont voici la dernière strophe 
Dors en paix, cher objet de ma vive tendresse,

Espoir trop tôt déçu de ma triste vieillesse,

Dans cet espace étroit que mesure un cercueil,

Je dépose à tes pieds ma lyre de poète

pour laisser à l'écart, dans sa douleur muette,

Pleurer sur toi ma Muse en deuil.
— Victor Levèrer, Trouvères et troubadours, Élégie
Dans son acte de décès en 1894, il est dit que Victor Prosper est publiciste.

## L'écrivain
Victor Levère a été le fondateur de l'Athénée des Troubadours, un groupe de poètes. Il a écrit des poésies, essentiellement en français.
L'aigle orgueilleux, dans son nid solitaire

Trouvant un ver et ne pouvant songer

Qu'un parasite immonde ait osé se loger

Chez l'oiseau souverain qui porte le tonnerre,

Indigné lui cria : « Qu'attends-tu ver de terre ? 

-- Que tu meures pour te ronger.»
— Victor Levèrer, Trouvères et troubadours, Fable - L'aigle et le ver
Il a également été un des créateurs et le dirigeant de L'Écho des Trouvères, : journal poétique, artistique, scientifique, théâtral et industriel , une revue créée en 1866.
L'Athénée des Troubadours organisait des concours de poésies.

## Œuvres
- Victor Levère, Le gai troubadour, Paris, Garnier, 579 p.
- Victor Levère, Romans et anecdotes, Paris, Garnier, 384 p.

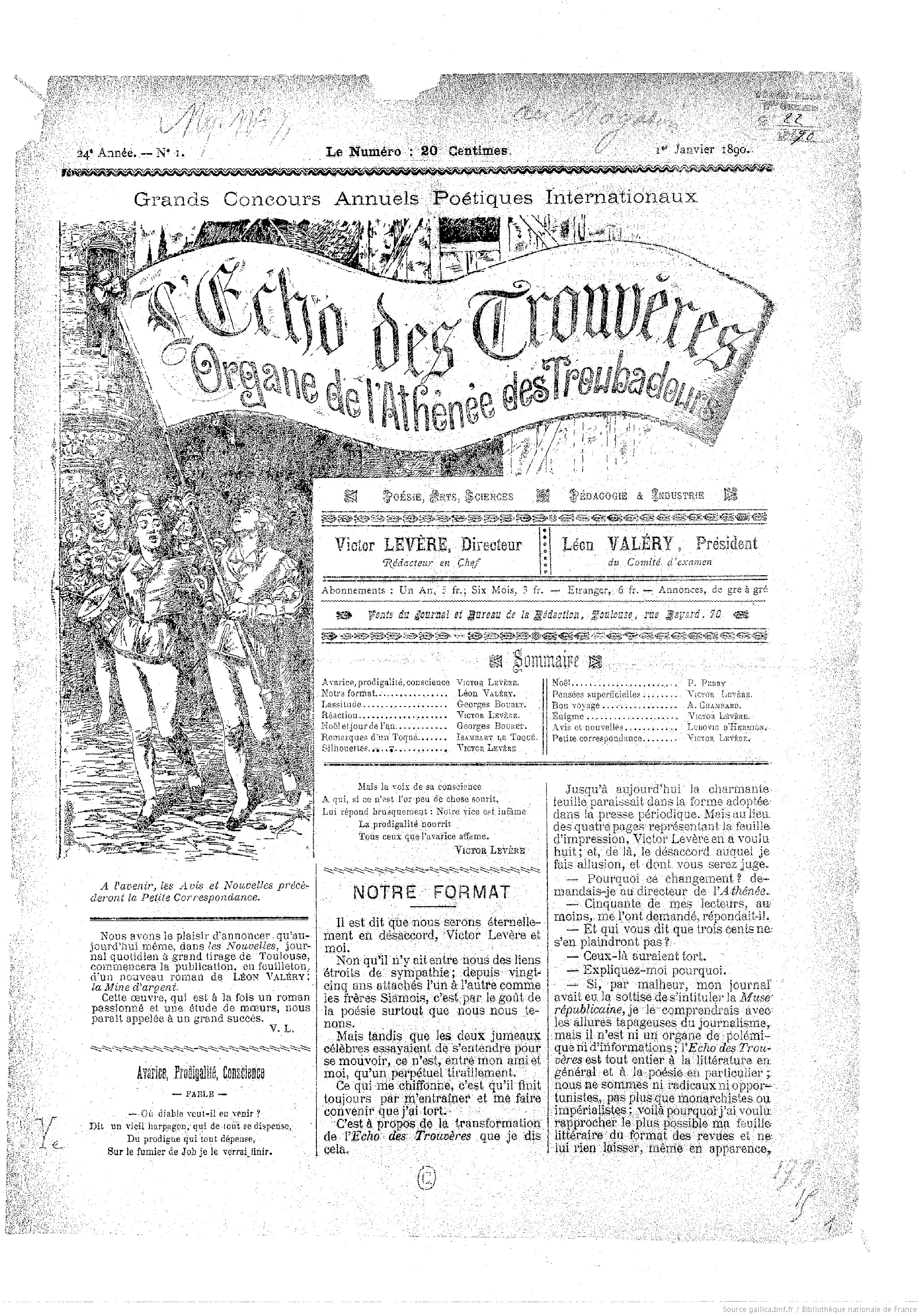
L'Écho des trouvères (1891)

- Victor Levère, Échos perdus d'un philosophe ami des muses, Paris, 200 p.
- Victor Levère, Sous les drapeaux : Loisirs poétiques, Bayonne, André, libraire, 1862, 200 p.
- Victor Levère, Les trois âges de la Grisette, Bayonne, André, libraire, 1857
- Victor Levère, La chambre d'amour, Bayonne, André, libraire, 1858
- Victor Levère, Souvenirs de l'exposition toulousaine, 1865, tota
- (oc) Victor Levère, Flous del Mietjoun : Amassados dins naou departomens  per dex felibres de l'Ateneo dels Troubaïres, Paris, Garnier, 230 p.
- Victor Levère (dir.), Trouvères et troubadours : chants poétiques, Toulouse, Marqueste et Salis, 1889, 468 p. (ISBN 9782012630338, lire en ligne)
- Victor Levère fonde et dirige une revue de poésie qui parait entre 1890 et 1894 sous le titre L'Écho des trouvères : journal poétique, artistique, scientifique, théâtral et industriel . Gallica met en ligne 114 numéros.

## Pour approfondir